# Hundred de Bagot (Território do Norte)
A Hundred de Bagot é a unidade cadastral  de hundred para a cidade de Darwin (Território do Norte) e também abrangendo a cidade de Palmerston. It is one of the 14 hundreds that were proclaimed in the Condado de Palmerston. (Apesar de map abaixo mostra 20 hundreds) Foi nomeado após John Tuthill Bagot, eue era o Secretário-Chefe da Strangways ministro do Sul da Austrália de 1868-1870. A Hundred foi ampliada em 1963 quando o Governador-geral revogou a Hundred de Sanderson e incluiu na Bagot, este estava anteriormente localizado ao norte de Bagot. Mapas antigos de Darwin (anteriormente Palmerston) Mencionam a Hundred de Bagot. A hundred é dividida em seções.
Ele é mencionado em vários documentos legais relacionados com transações de terras, por exemplo. "Secções 4258 e 4257 Hundred de Bagot"  inclui as LGAs da Cidade de Darwin, a parte norte da Cidade de Palmerston e parte do extremo noroeste do Shire de Litchfield. Bagot é um subúrbio de Darwin, que como o resto dos subúrbios de Darwin, são parte do Hundred.
Observe que há também uma Hundred de Bagot no Sul da Austrália; O hundred do sul da Austrália foi nomeado após o capitão Charles H. Bagot, o pai de John Tuthill Bagot.

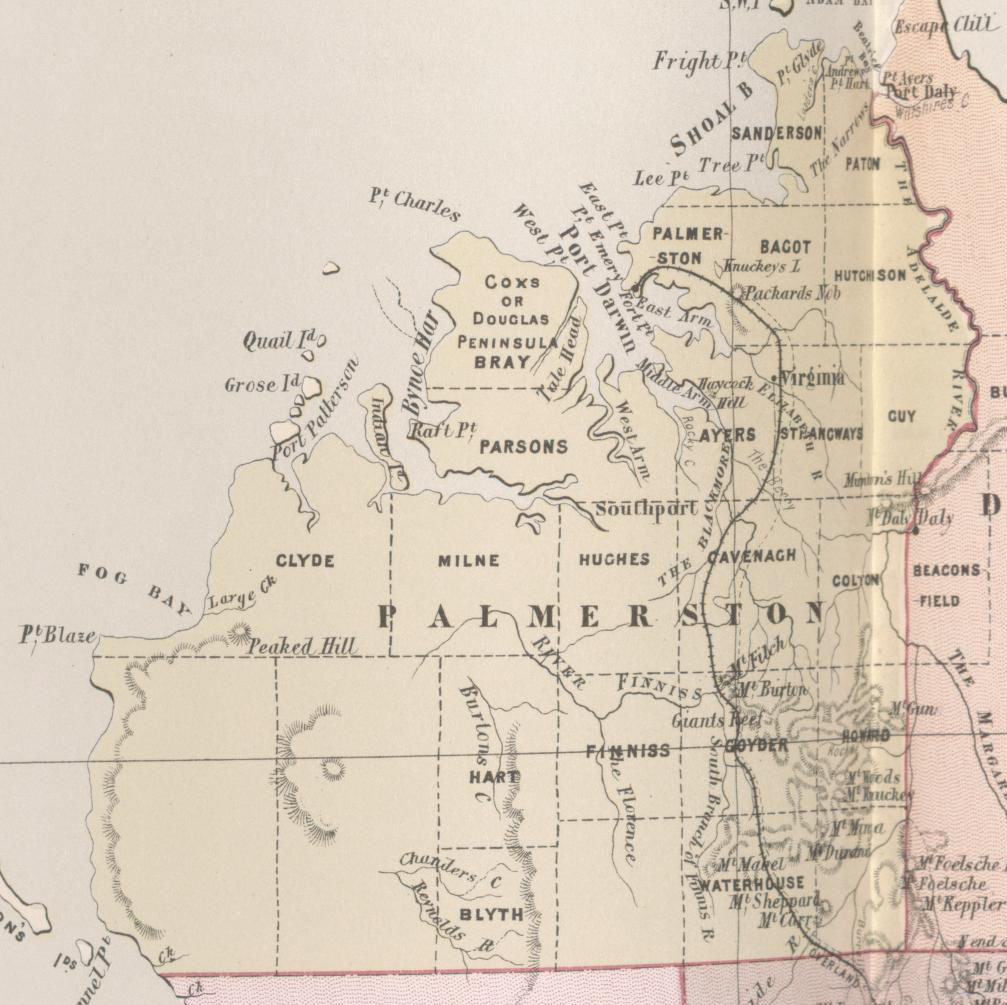
Mapa de 1886 que mostra hundreds em Palmerston. A Hundred de Bagot desde 1963 também inclui a área mostrada aqui como o Hundred de Sanderson.